# Eberhard Gockel
Eberhard Gockel ou Göckel, né le 18 juillet 1636 à Ulm où il est mort le 14 février 1703, est un médecin allemand.

## Biographie
Partisan zélé parmi les plus connus de la chimie en Allemagne à son époque, il a démontré, en 1696, les dangers de la pratique consistant à « corriger » les vins en le sucrant par des composés chimiques du plomb, chez les habitants des régions viticoles d’Europe aux XVIIe et XVIIIe siècles.
Médecin personnel du prince de Wurtemberg, il était membre de l’Académie Léopoldine.

## Publications
- Discursus Politico–Historico–Medicus De Ira, Oder Politische, Historische, und Medicinische Betrachtung deß Zorns, und deren darauß entspringenden Unfällen, Schadens und mannigfaltigen Kranckheiten. Auch wie demselben zu begegnen und abzuhelffen seye?, Fick, Nördlingen 1667. lire en ligne; Leipzig 1668 lire en ligne
- Epitome theorico-practica de odontalgia, oder ein kurtzer iedoch aigentlicher Bericht von dem Zahnwehe : aus waserley Ursachen dasselbige entspringe, auch wie von solchem, vermittelst der natürlichen Mitteln, zu begegnen seye.  Nördlingen 1668 lire en ligne
- Enchiridion medico-practicum de peste atque ejus origine, causis et +& signis prognosticis, quin etiam praeservationis ac curationis modo et +& antidotis.  Goebel, Augustae Vindelicorum 1669 lire en ligne
- Kurtzer Bericht von denen wüetenden Hunds-Bissen. Was dieselbe eigentlich für eine Beschaffenheit haben, was für Schaden und Unheil darauß erfolge … Göbel, Augsburg 1679 lire en ligne
- Consilia medicinales : decades sex …   Augusta Vindelicorum 1683 lire en ligne
- Der eyerlegende Hahn, sampt seinem jüngst-gelegten Hahnen- oder Basilisken-Ey : das ist, eine kurtze und curiose Beschreibung des Gockelhahnens insgemein, seiner Art, Natur und Eigenschafft... auch seines Nutzens in der Artzney ; neben einer gründlichen Deduction... etlicher curioser und nachdencklicher Fragen von dem Hahnen- oder Basilisken-Ey...   Kühn, Ulm 1697 lire en ligne
- Eine curiose Beschreibung deß an. 1694. 95. und 96. durch das Silberglett versüßten sauren Weins und der davon entstandenen neuen und vormahls unerhörten Wein-Kranckheit : ... samt denen Artzney-Mitteln, welche hierwider fruchtbarlich zu gebrauchen seyn ; mit angehencktem Bericht wie der durch schädliche Mittel gestrichene und verfälschte Wein zu probiren und zu erkennen seye ...   Kühn, Ulm 1697 lire en ligne
- Tractatus Polyhistoricus Magico-Medicus Curiosus : oder ein kurtzer, mit vielen verwunderlichen Historien untermengter Bericht von dem Beschreyen und Verzaubern, auch denen darauß entspringenden Kranckheiten und zauberischen Schäden ...   Kroniger [u. a.], Franckfurt [u. a.], 1699 lire en ligne; Hagen, Franckfurt; Leipzig 1717 lire en ligne
- Gallicinium medico-practicum … Ulm 1700 lire en ligne
- Brief an Septimus Andreas Fabricius.